# Eritrichium
Eritrichium är ett släkte av strävbladiga växter. Eritrichium ingår i familjen strävbladiga växter.

## Bildgalleri

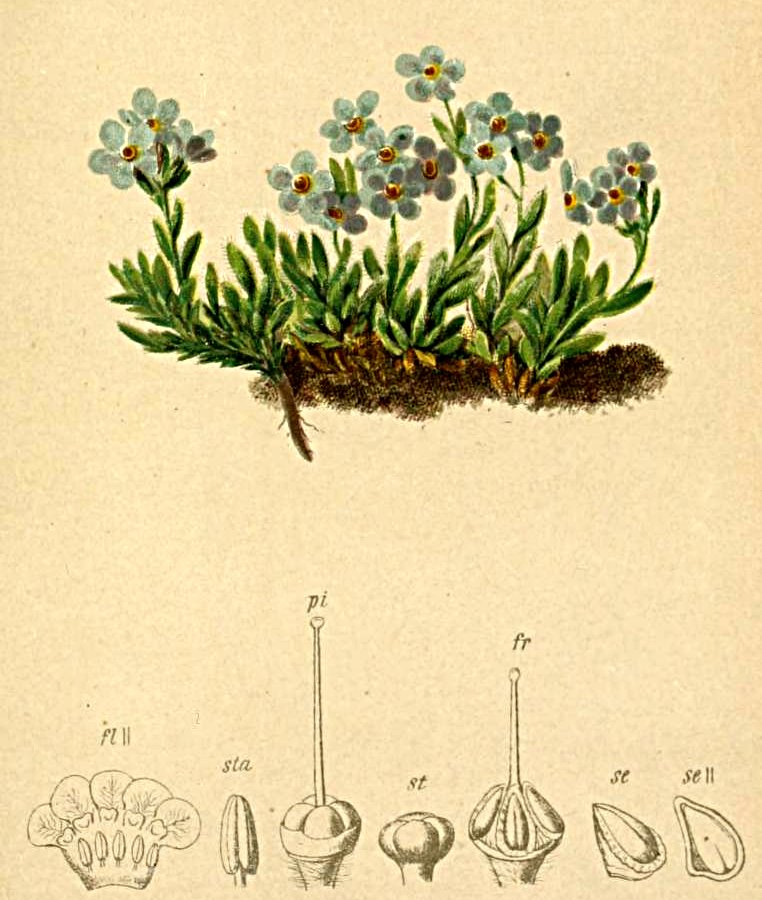
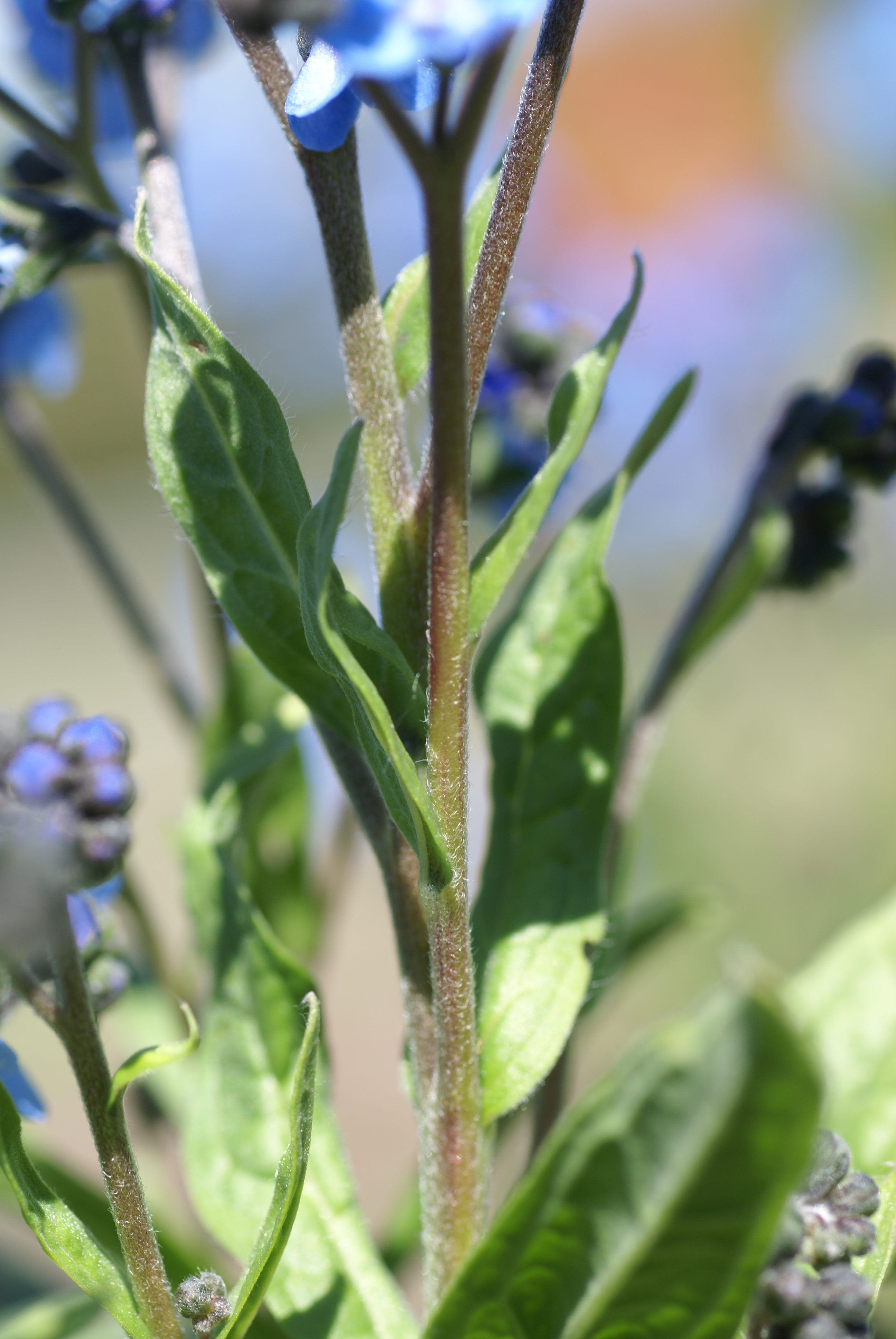
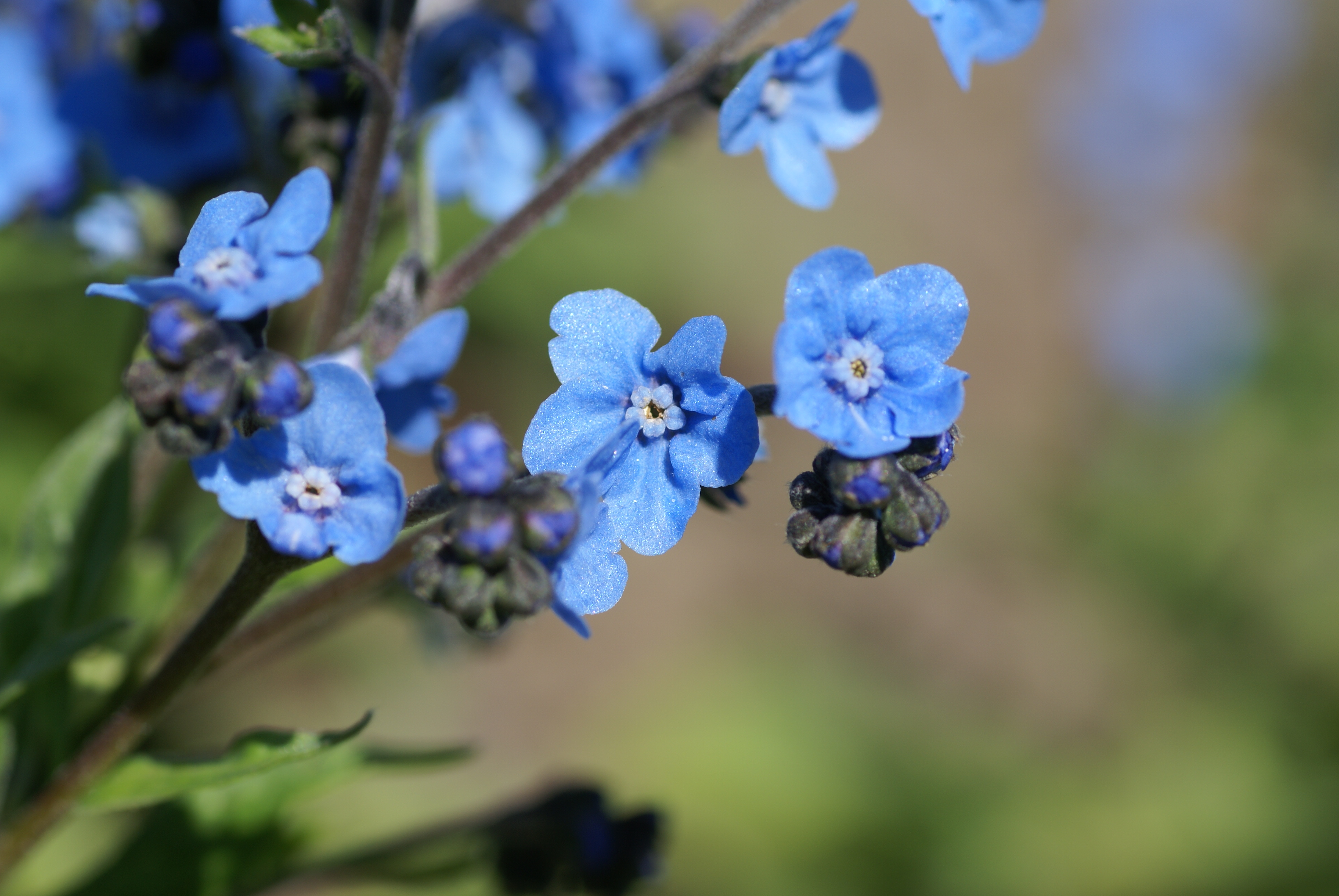
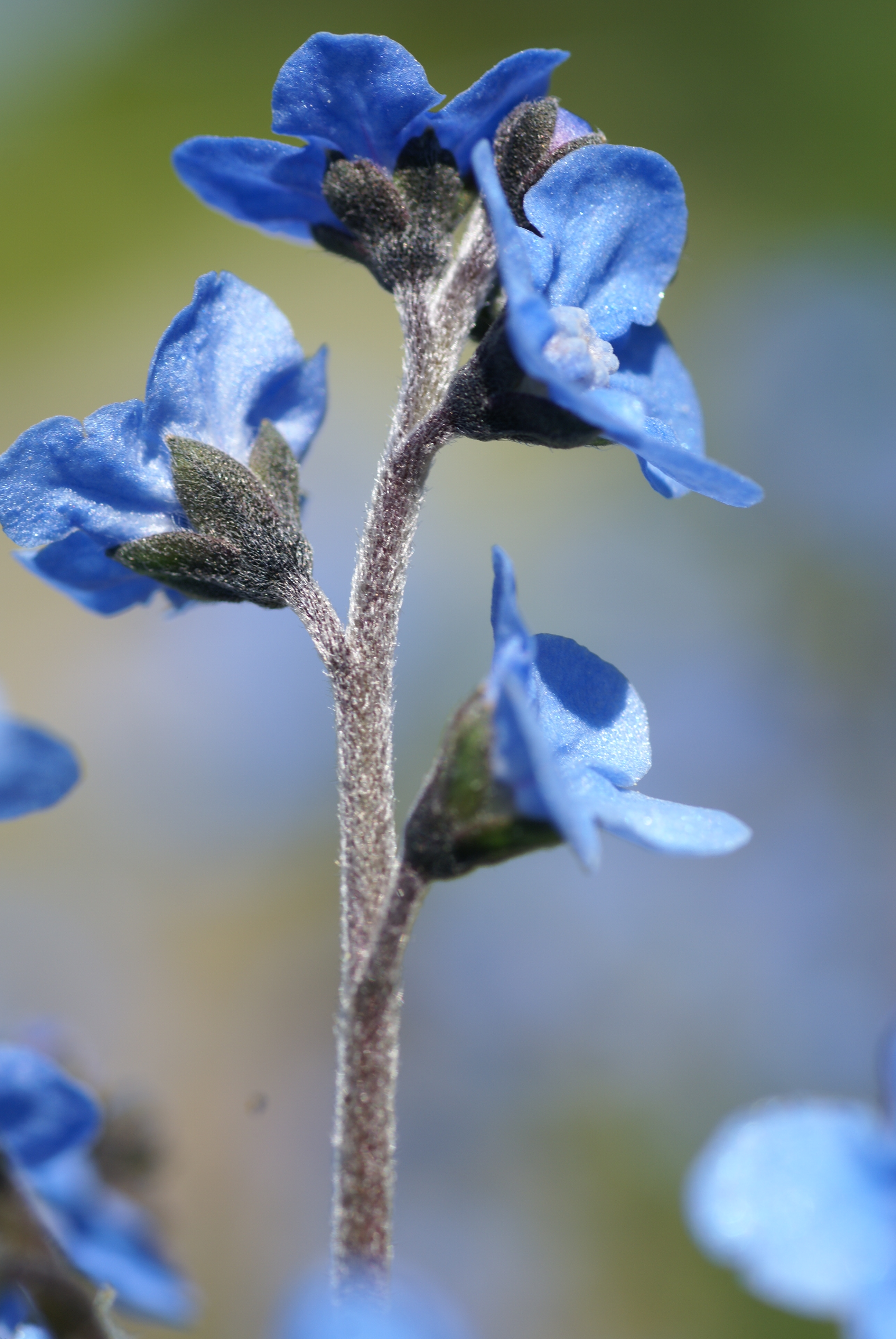
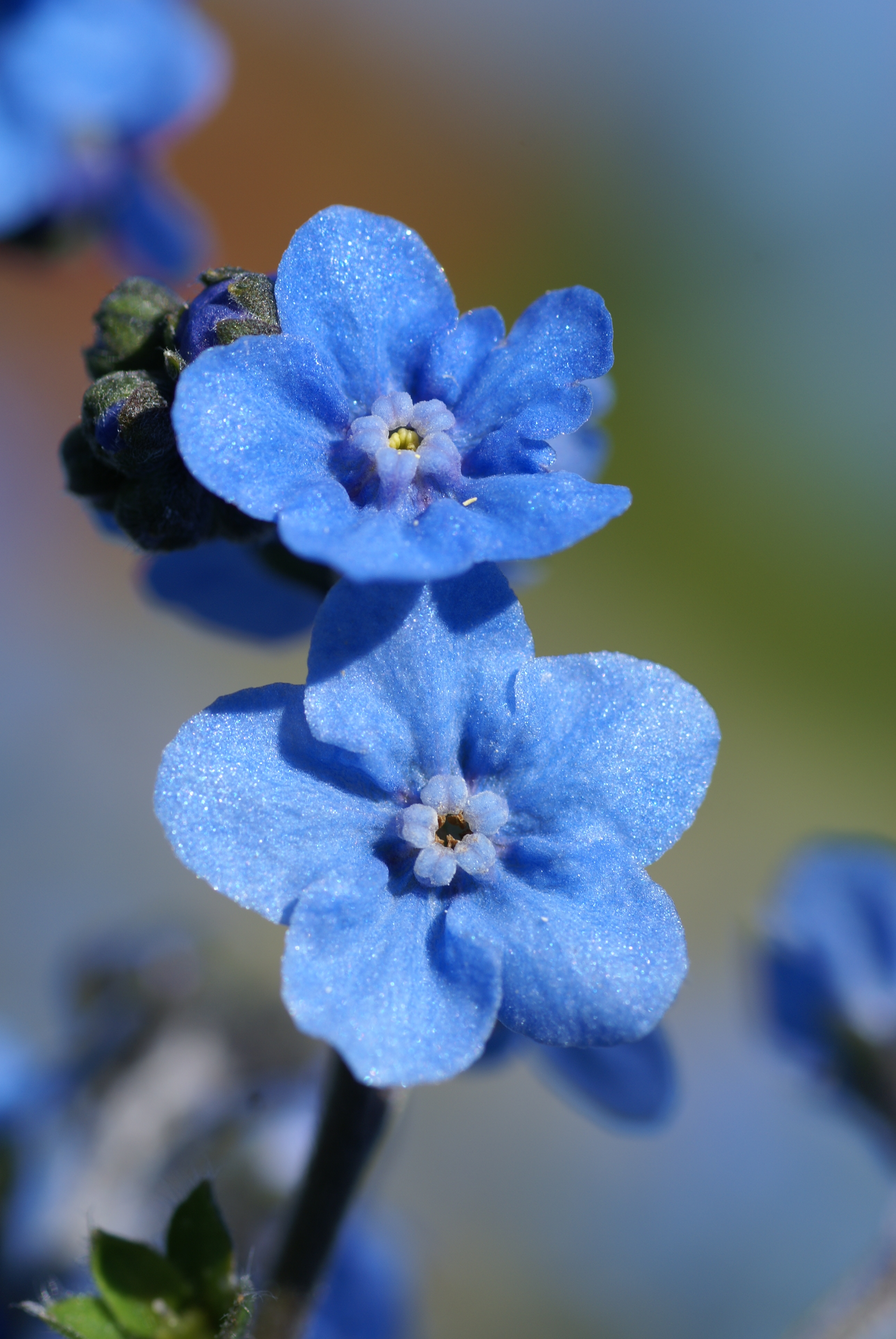
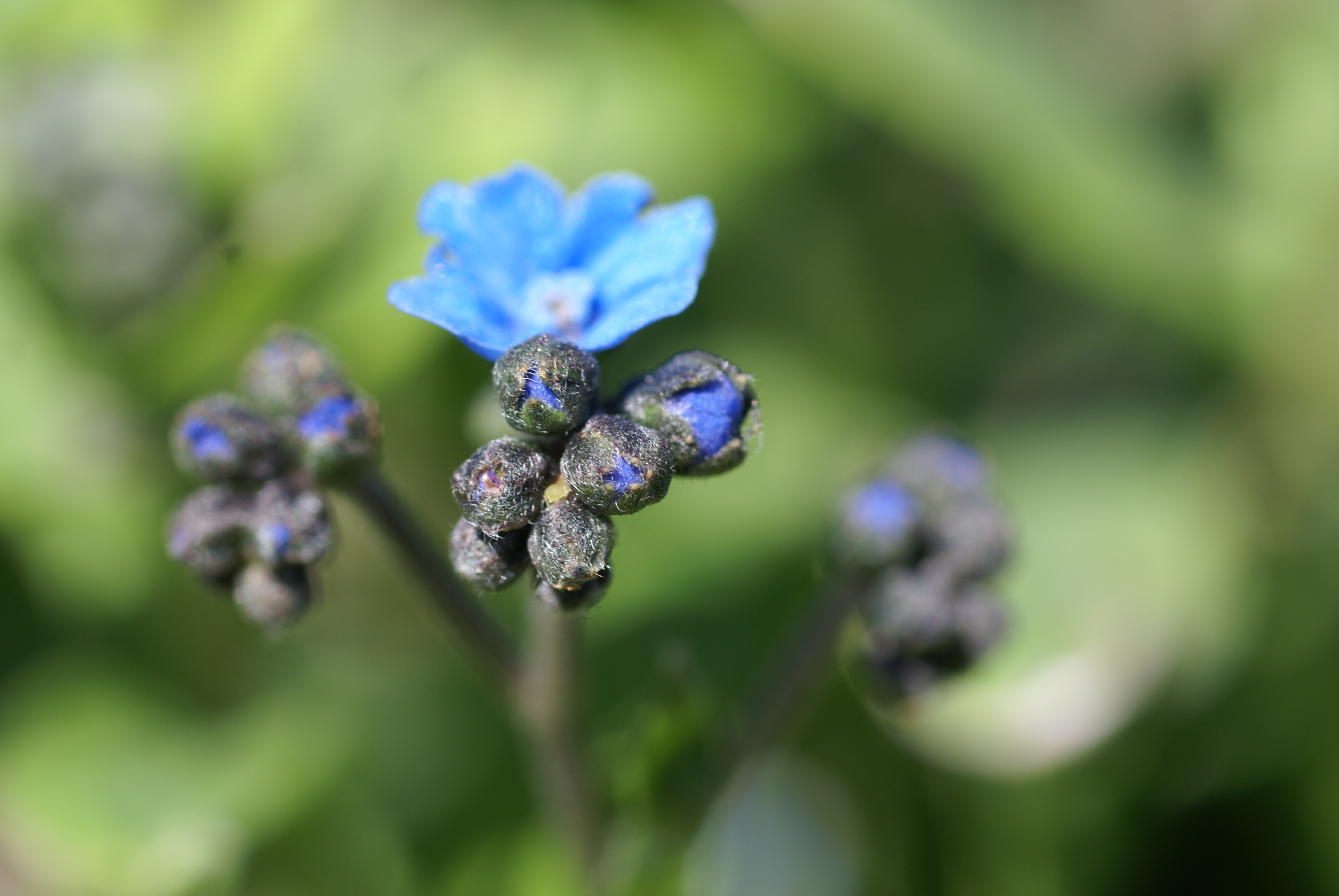

## Dottertaxa tillEritrichium, i alfabetisk ordning[1]
- Eritrichium acicularum
- Eritrichium afghanicum
- Eritrichium aldanense
- Eritrichium alpinum
- Eritrichium angustifolium
- Eritrichium arctisibiricum
- Eritrichium axillare
- Eritrichium baicalense
- Eritrichium borealisinense
- Eritrichium caespitosum
- Eritrichium canum
- Eritrichium caucasicum
- Eritrichium confertiflorum
- Eritrichium deltodentum
- Eritrichium deqinense
- Eritrichium echinocaryum
- Eritrichium fetisovii
- Eritrichium gracile
- Eritrichium gracillimum
- Eritrichium hemisphaericum
- Eritrichium heterocarpum
- Eritrichium howardii
- Eritrichium humillimum
- Eritrichium incanum
- Eritrichium jacuticum
- Eritrichium jenisseense
- Eritrichium kamelinii
- Eritrichium kangdingense
- Eritrichium karavaevii
- Eritrichium kungejense
- Eritrichium lasiocarpum
- Eritrichium latifolium
- Eritrichium laxum
- Eritrichium longifolium
- Eritrichium longipes
- Eritrichium mandshuricum
- Eritrichium medicarpum
- Eritrichium mertonii
- Eritrichium nanum
- Eritrichium nipponicum
- Eritrichium ochotense
- Eritrichium oligocanthum
- Eritrichium pamiricum
- Eritrichium pauciflorum
- Eritrichium pectinatociliatum
- Eritrichium pectinatum
- Eritrichium pendulifructum
- Eritrichium petiolare
- Eritrichium pseudolatifolium
- Eritrichium pseudostrictum
- Eritrichium pustulosum
- Eritrichium putoranicum
- Eritrichium qofengense
- Eritrichium relictum
- Eritrichium sajanense
- Eritrichium sericeum
- Eritrichium serxuense
- Eritrichium sessilifructum
- Eritrichium sichotense
- Eritrichium sinomicrocarpum
- Eritrichium spathulatum
- Eritrichium splendens
- Eritrichium subjacquemontii
- Eritrichium tangkulaense
- Eritrichium thomsonii
- Eritrichium thymifolium
- Eritrichium tianschanicum
- Eritrichium tschuktschorum
- Eritrichium tuvinense
- Eritrichium uralense
- Eritrichium villosum